# Uraria cochinchinensis
Uraria cochinchinensis är en ärtväxtart som beskrevs av Anton Karl Schindler. Uraria cochinchinensis ingår i släktet Uraria och familjen ärtväxter. Inga underarter finns listade i Catalogue of Life.